# 柏尖山
柏尖山，位于中国河南省安阳市林州市原康镇境内。柏尖山地理位置险要，周围山峰林立，层峦叠嶂，山雾缭绕。
景点介绍：柏尖山上庙宇众多，前来参观的人更是络绎不绝，特别是到一些特殊的日子，比如过年的时候，更是香火鼎盛。秋天的时候，硕果累累，红叶翩飞，真是美不胜收。
在1993年的时候，柏尖山被列为林州市六大景点之一，之后被授予省级重点风景区荣誉称号。还被林州市列为重点保护对象。

## 相關
- 天主教堂：位于原康镇田家井村，是一座具有欧洲建筑风格的教堂。这里的人信仰天主教，这座建筑更是具有极高的艺术价值。
- 旅游路线：到达林州市汽车站后，乘坐到达原康镇、临淇镇或五龙镇的车，到达山下之后，沿着路标走即可。